# Медаль «За взятие Базарджика»
Медаль «За взятие Базарджика», или «За отличие при взятии приступом Базарджика», — медаль Российской империи, которой награждались солдаты, участвовавшие во взятии Базарджика 22 мая 1810 года.

## Основные сведения
Медаль «За взятие Базарджика» была учреждена Александром I 13 июня 1810 года в связи с победой русской армии при взятии турецкой крепости Базарджик (ныне болгарский город Добрич). Указ об учреждении был сообщён военным министром M. Б. Барклаем де Толли управляющему Кабинетом Его Императорского Величества Д. А. Гурьеву. 10 октября 1810 года Барклай де Толли сообщил Гурьеву, что император утвердил образец медали и что необходимо изготовить 18 828 медалей и отправлять их в армию по мере изготовления.
Медали были отчеканены на Санкт-Петербургском монетном дворе, за период с декабря 1810 по май 1811 года в несколько партий было отчеканено 18 828 медалей. Заказ на изготовление лент для медалей поступил к московскому купцу Мигулину, на его фабрике за период с декабря 1810 по апрель 1811 года было изготовлено и отправлено в Военное министерство 9414 аршин медальной ленты, то есть половина аршина ленты приходилась на одну медаль.

## Порядок награждения
По указу Александра I награждаться должны были все солдаты и унтер-офицеры корпуса генерал-лейтенанта Каменского 1-го, участвовавшие во взятии Базарджика в ходе Русско-турецкой войны. Большая часть солдат получила награды до Отечественной войны 1812 года, к этому моменту более 14 тысяч медалей было отправлено в действующие части. Медали выдавались вплоть до 1820 года, и, по данным Д. И. Петерса, общее число награждённых составило 15 175 человек. Некоторые солдаты так и не получили медалей, поскольку погибли в ходе войн и не дожили до награждения. После смерти награждённого полагалось сдать медаль в инспекторский департамент Военного министерства, а оттуда — отправить обратно на переплавку на Санкт-Петербургский монетный двор.
Кроме того, известно, что 11 солдат, наиболее отличившихся в бою за Базарджик, получили знаки отличия ордена Святой Анны (№ 11847-11858). Многие офицеры были награждены различными орденами. Для отличившихся офицеров, не получивших никаких орденов, был учреждён крест «За взятие Базарджика».

## Описание медали
Медаль была сделана из серебра. Диаметр 31 мм. Гурт гладкий. На лицевой стороне медали изображён портрет Александра I без каких-либо императорских атрибутов, обращённый вправо. Вдоль края медали по окружности надпись «АЛЕКСАНДРЪ I ИМП.ВСЕРОСС.». На оборотной стороне медали горизонтальная надпись в семь строк:
ЗА
ОТЛИЧЇЕ
ПРИ ВЗЯТЇИ
ПРИСТУПОМЪ
БАЗАРДЖИКА
22 МАЇЯ
1810 Г.
По окружности вдоль края ряд мелких бус.
Известно два варианта штемпеля медалей, отличающиеся в основном деталями изображения на аверсе, а также наличием подписи медальера — «C. Leberecht f.» (К. А. Леберехт). Медальер второго варианта медали не оставил подписи на штемпеле и сведений о нём нет.

## Порядок ношения
Медаль имела ушко для крепления к ленте. Носить медаль следовало в петлице. Лента медали — Георгиевская.

## Комментарии
1. ↑  Медальер второго варианта медали неизвестен[1].
2. ↑  Около 6695 метров.
3. ↑  Около 35—36 см.